# (86048) Saint-Tropez
Pour les articles homonymes, voir Tropez.
(86048) Saint-Tropez est un astéroïde de la ceinture principale.

## Description
(86048) Saint-Tropez est un astéroïde de la ceinture principale découvert le 9 août 1999 par les astronomes Petr Pravec et Peter Kušnirák à l'observatoire d'Ondřejov. Il présente une orbite caractérisée par un demi-grand axe de 3,06 ua, une excentricité de 0,098 et une inclinaison de 9,95° par rapport à l'écliptique. Il mesure 5.87 kilomètres et sa période de rotation est d'environ 3 heures et 45 minutes.

## Nom
L'astrophysicien Patrick Michel, natif de Saint-Tropez, voulait honorer sa ville de naissance. Il cherche alors à renommer l'astéroïde 83 990 (correspondant au code postal tropézien). Mais comme le découvreur de cet astéroïde n'est pas répertorié, Patrick Michel a suggéré l'idée à deux confrères de son entourage. Ainsi, le 12 octobre 2023, l'astéroïde 1999 PP1 a été renommé en Saint-Tropez,